# Netwerkorganisatie
Een netwerkorganisatie is een organisatie die hoofdzakelijk bedoeld is om contacten en/of gezamenlijke activiteiten van en tussen aangesloten organisaties en/of personen mogelijk te maken en/of te bevorderen en/of te faciliteren.